# One Piece : Z
One Piece : Z (ワンピース フィルム ゼット, Wan Pisu Firumu: Zetto) est un film réalisé en 2012 par Tatsuya Nagamine. Sorti le 15 décembre 2012, il est le douzième film basé sur la série One Piece d'Eiichirō Oda.
Dans ce film, Luffy et son équipage vont devoir affronter un ancien amiral de la Marine baptisé Z qui veut éliminer tous les pirates du Nouveau Monde grâce à des pierres, les Dyna Rocks, dont la puissance destructrice égale celles des Armes Antiques,...

## Synopsis
Le film débute avec une attaque des Néo-Marines sur une base de la Marine. Les soldats du gouvernement vaincus, Z le chef des Néo-Marines, ainsi que ses deux subordonnés Ain et Bins, ouvrent une salle contenant des grands bocaux en verres qui contiennent des sortes d'œufs roses. Ce sont les pierres de Dyna, des armes de destruction massives dévastatrices, et les objets de convoitise des Néo-Marines. Après être sortis, ils sont attaqués par l'amiral Kizaru. Tandis qu'Ain et Bins évacuent le reste des troupes, Z affronte Kizaru. Après deux heures et quelques minutes de combats, l'amiral demande à Z de lui remettre les pierres de Dyna, mais Z révèle qu'au contact de l'oxygène, ces pierres causent une énorme explosion. Il prend alors l'un des bocaux contenant une pierre, et le brise, exposant la pierre à l'oxygène. L'explosion qui s'ensuit détruit totalement l'île sur laquelle Z et Kizaru se battaient, laissant à sa place une énorme éruption de lave. Kizaru réussit à échapper à l'explosion de justesse grâce à ses pouvoirs, tandis que Z, qui fut pris dans la déflagration, est envoyé voler au loin et atterrit quelque part dans l'océan.
L'action se centre alors sur le Thousand Sunny, où l'équipage au Chapeau de Paille est dérangé par des cendres volcaniques tombant du ciel. Nami se rend compte que l'une des aiguilles de son Log Pose est très agitée, et en déduit alors que l'île vers laquelle elle pointait est devenue trop dangereuse pour la visiter. Luffy remarque également l'aiguille, et au grand dam de Nami et d'Usopp, décide tout de même de prendre la direction de l'île. Durant le trajet, ils récupèrent un naufragé inconscient ayant un énorme bras mécanique fait de Granit Marin. Après son réveil, le naufragé, qui n'est autre que Z, révèle à Luffy et Chopper qu'il était un ancien amiral de la Marine. Malheureusement, Luffy révélera accidentellement qu'il est un pirate. Z s'énerve aussitôt, et attaque l'équipage. Pendant que Z affronte Luffy, Zoro et Sanji à l'intérieur du Thousand Sunny, les Néo-Marines parviennent à retrouver la trace de leur chef via une Carte Vitale, et arrivent peu après. Ain et Bins montent à bord du Sunny, et affrontent le reste de l'équipage.
Cependant, malgré leurs efforts, l'équipage ne parvient pas à triompher. Z vainc facilement Luffy, Zoro et Sanji, Bins utilise son pouvoir pour mettre hors d'état de nuire Usopp, Brook et Franky en les piégeant avec des lianes, et Ain rajeunit Nami, Robin, Chopper et Brook de douze ans chacun grâce à son pouvoir. Z éjecte Zoro et Sanji de la pièce où ils se battaient, et prend Luffy par la taille. Le jeune capitaine à sa merci, l'ancien amiral lui demande son nom. Quand Luffy lui répond qu'il s'appelle « Monkey D. Luffy », Z se rend compte qu'il est le petit-fils du soldat légendaire de la Marine, Monkey D. Garp. Il lance Luffy au loin, déclare que l'équipage va périr, et ordonne à son navire de bombarder le Thousand Sunny. Ce dernier subit de lourds dégâts, mais l'équipage parvient à s'enfuir grâce à un Coup de Burst.
Pendant ce temps, les Marines haut-gradés ont une réunion concernant Z dans leurs quartiers généraux. Garp, Kobby et Hermep, qui ne participent pas à cette réunion, se tiennent près de l'île que Z a détruit plus tôt. Kobby demande à Garp si Z est vraiment si dangereux que ça, et Garp confirme qu'en tant qu'ancien Amiral, et avec ses plans, Z est effectivement un danger de premier ordre. Il demande alors : « Z, est-ce que tu nous hais vraiment à ce point ? Est-tu vraiment prêt à aller aussi loin ? ».
Ailleurs, nous retrouvons l'équipage sur le quai une île nommée Dock Island, en train d'attendre que Franky répare le Sunny. Un vieux charpentier, Mobston, leur explique qu'ils ne sont pas les seuls victimes de Z: beaucoup d'autres équipages virent leurs rêves et ambitions détruits par l'ancien amiral. Incapable de laisser passer cela en tant qu'ancien marin lui-même, Mobston a récupéré tout l'équipement que les équipages ont abandonné derrière eux, afin de le donner à quiconque serait suffisamment fort et brave pour se mesurer à Z. Il se rend alors compte que les Chapeaux de Paille comptent bien pourchasser Z pour le vaincre et ramener Nami, Robin, Chopper et Brook à leurs vrais âges, et leur propose de prendre cet équipement. L'équipage accepte, mais pas avant d'avoir acheté de nouveaux vêtements (Leurs vêtements normaux ayant tous brûlé pendant l'attaque des Néo-Marines) et obtenu des informations sur Z. Pour ce faire, la petite-fille de Mobston conseille à l'équipage d'aller sur l'île voisine par un train des mers, car Dock Island n'a pas d'autre point d'intérêt que leur port.
Ils se rendent donc sur l'île en question, Secon Island, où ils se séparent par ne pas attirer l'attention. Nami, Robin, Chopper et Usopp se rendent dans un bar où ils se déguisent pour récolter des informations sur Z, tandis que Luffy, Zoro, Brook et Sanji vont aux sources chaudes pour se ressourcer et récupérer de leur combat contre Z .Dans les thermes, ils vont tomber sur l'ancien Amiral Aokiji qui prend lui aussi son bain et qui semblait les attendre ici. De son côté, Nami apprend de la bouche d'un Marine que Z se trouverait sur l'île, mais au moment où le soldat allait lui révéler ses intentions, son supérieur l'interrompt et le groupe est obligé de fuir. Du côté de Luffy, Aokiji leur dit que Z aurait trouvé le moyen de arrêter la Grande Vague de Piraterie en détruisant le One Piece.
Lorsque le groupe de Nami retrouve Luffy et les autres, ils sont pourchassés par les soldats de la Marine, mais Luffy les vainc en utilisant le Fluide Royal et questionne leur supérieur, qui leur dit que Z est à l'opposé de l'île. On voit alors Z qui utilise les pierres de Dyna pour réveiller le volcan de l'île, causant une grande éruption. Il s'apprête ensuite à parler à ses hommes du Grande Imbuto, mais est interrompu par Luffy, Zoro, Sanji et Usopp. Z ordonne à Ain et Bins d'attaquer Zoro et Sanji, tandis que Z lui-même affronte Luffy. Malgré la puissance du jeune capitaine, Z le vainc en lui tirant une balle de Granit Marin dans l'épaule, ce qui affaiblit Luffy. En voyant le chapeau de paille de ce dernier, Z réalise alors que c'est à cause de Shanks le Roux que Luffy est devenu un pirate. Il vole le chapeau, et s'en va, laissant Luffy inconscient derrière lui. Ain et Bins interrompent également leurs combats afin d'évacuer l'île avant qu'elle ne soit détruite. Zoro, Sanji et Usopp trouvent Luffy, le récupèrent, et tente de s'enfuir, mais l'éruption les rattrape. Heureusement, Aokiji les sauvent in extremis, et ils parviennent à évacuer l'île juste avant son explosion.
Pendant ce temps, à une base de la Marine, Kobby questionne Garp sur l’histoire de Z. Garp révèle au jeune Marine que Z s’appelle en réalité Zéphyr, et qu’il était devenu Amiral très jeune. Il s'était rapidement fait un nom et une réputation grâce à sa force et sa maîtrise du Fluide, ce qui lui donna le surnom de « Zéphyr au Bras Noir ». Mais un jour, un pirate haïssant Zéphyr tua sa femme et son fils alors que ceux-ci menait une vie heureuse. Il quitta sa position en tant qu'Amiral, et devint un instructeur afin d’entraîner les jeunes Marines. Beaucoup de ces mousses, sous l'entrainement de l'ancien Amiral, prirent du galon et devinrent à leurs tour de grands soldats, tels que Smoker, Hina, les trois Amiraux, et beaucoup d'autres. Les années passèrent, mais une plus grosse tragédie arriva: un autre pirate attaqua le navire d’entrainement de Zéphyr. La bataille fut une défaite tragique pour Zéphyr, qui perdit non seulement son bras, mais la quasi-totalité des soldats à bord. Seuls deux de ces mousses, Ain et Bins, survivent à l'attaque. Quelques années plus tard, Zéphyr obtint un bras fait de Granit Marin de la part des scientifiques de la Marine, et il créa une unité d’attaque ayant pour but se chasser les utilisateurs de pouvoirs de Fruit du Démon. Mais une dernière nouvelle fit basculer Zéphyr pour de bon: Il y a un an, (C'est-à-dire pendant l’ellipse) le pirate qui a décimé les recrues de Z et coupé son bras fut nommé Capitaine Corsaire. Zéphyr, indigné par cette nouvelle, quitta la Marine, changea son nom en Z, et décida d'appliquer sa propre justice.
Ailleurs, Aokiji rencontre Z sur une île, et lui demande s’il a l’intention de mourir pour atteindre son but. Z lui répond que cela ne le dérange pas si cela permet de faire disparaître les pirates et que la Marine ne peut appliquer la vraie justice.
De retour à Dock Island, les Chapeaux de Paille récupèrent de leur deuxième défaite. Aokiji retrouve l’équipage, et leur explique le plan de Z. Les îles que Z a détruit à l'aide des pierres de Dyna sont deux des trois pour détruire les trois End Points du Nouveau Monde, des îles retenant le Grande Imbuto, une énorme concentration de magma souterrain. Aokiji leur dit que si le troisième End Point venait à être détruit, il y aurait une réaction en chaîne qui provoquerait une éruption majeure qui détruirait le Nouveau Monde. L’équipage décide donc de trouver Z avant qu’il ne détruise le dernier End Point, et pour les aider dans cette entreprise, Aokiji leur donne un Eternal Pose menant tout droit à leur destination. Mobston donne à l'équipage l'équipement qu'il avait accumulé, et les Chapeaux de Paille se mettent en route.
Une fois arrivés, l'équipage livre une bataille contre la flotte de Z. Après avoir aidé leurs camarades à vaincre le gros des troupes, Luffy, Zoro et Sanji quittent la bataille pour retrouver et affronter Z, Ain et Bins. Zoro et Sanji gagnent aisément leurs combats, ce qui permet enfin à Nami, Chopper, Robin et Brook de retrouver leurs vrais âges. Pendant ce temps, Z et Luffy se livrent un combat sans merci sous les yeux d'Aokiji, qui annonce que « Zephyr au Bras Noir » est enfin revenu. Luffy parvient à détruire le bras mécanique de Z, forçant ce dernier à l'abandonner au profit d'un autre bras prosthétique, avec lequel il continue le combat. Les deux combattants finissent par s'épuiser, mais Luffy l'emporte malgré tout. Z demande à son ennemi de l'achever, mais Luffy refuse, affirmant qu'il a déjà récupéré ce pourquoi il était venu. Z laisse alors Luffy partir, mais les Néo-Marines et les Chapeaux de Paille sont encerclés par l'amiral Kizaru. Sentant son heure approcher, Z rassemble ses dernières forces et décide d'affronter Kizaru et son escouade seul, pour permettre à Luffy, Ain, Bins et Aokiji de s'enfuir. Ain tente de l'en empêcher, mais un mur de glace érigé par Aokiji l'empêche d'aller plus loin. Ain fond alors en larmes, tandis que Z affronte les Marines avec ferveur. Les Chapeaux de Paille réussissent à s'enfuir, mais Z périt dans la bataille. Ain, Bins et Aokiji récupèrent le bras mécanique de Z et s'en servent comme tombe pour l'ancien Amiral. Ain et Bins pleurent le trépas de leur ancien maître, mais Aokiji tente de les consoler en leur rappelant à quel point Z était un grand homme.
Le film se termine par un flash-back de Zéphyr dans son enfance. Déguisé en super-héros, il protège une petite fille d'une bande de garnements qui avaient volé sa poupée avant de se déclarer haut et fort comme le héros de la justice, Z. Pendant le générique de fin, on apprend que les Chapeaux de Paille sont retournés voir Mobston une dernière fois, pour lui rendre l'équipement qu'il avait amassé, le remercier pour son aide et lui dire au revoir. On apprend également que Gari, le petit-fils de Mobston, a décidé de devenir un pirate à son tour.

## Dans la chronologie
À l'instar de Strong World ce film s'intègre parfaitement dans la chronologie de la série animée. Un arc de quatre épisodes a d'ailleurs été réalisé pour faire le lien entre le film et la série (tout comme cela avait été fait pour Strong World), l'arc Spécial Z ou l'ambition de Z. Le film se déroule entre l'arc Île des Hommes-Poissons et l'arc Punk Hazard, juste après l'arrivée de l'équipage dans le Nouveau Monde.
C'est le premier film se déroulant dans le Nouveau Monde. On y voit Garp, Sengoku, Aokiji, Kizaru et Akainu (même si son visage n'est pas montré) pour la première fois depuis l’ellipse de 2 ans.

## Production
Après le succès de Strong World, Eiichirō Oda a décidé de produire son deuxième film basé sur le manga et a confirmé son poste lors d'une interview réalisé dans le Nikkan One Piece Shinbun, où il détaille sa participation en tant que producteur. Tatsuya Nagamine réalise le film et Osamu Suzuki est chargé du scénario officiel. Avril Lavigne participe à la bande sonore de ce film, avec une reprise d'How You Remind Me de Nickelback et de Bad Reputation de Joan Jett.

## Distribution
À l'instar des épisodes de la série animée, le doublage français a été supervisé par Tōei animation. Les comédiens ont été dirigés par Philippe Roullier et Julie Basecqz. Les dialogues sont signés par deux auteurs ayant déjà beaucoup œuvré sur la série, Didier Duclos et Anthony Panetto.
| Personnages       | Voix japonaises  | Voix françaises    |
| ----------------- | ---------------- | ------------------ |
| Monkey D. Luffy   | Mayumi Tanaka    | Stéphane Excoffier |
| Zoro Roronoa      | Kazuya Nakai     | Patrick Noérie     |
| Nami              | Akemi Okamura    | Kelly Marot        |
| Usopp             | Kappei Yamaguchi | Jean-Pierre Denuit |
| Tony Tony Chopper | Ikue Ōtani       | Marie Van Ermengen |
| Sanji             | Hiroaki Hirata   | Olivier Cuvellier  |
| Nico Robin        | Yuriko Yamaguchi | Céline Melloul     |
| Franky            | Kazuki Yao       | Bruno Magne        |
| Brook             | Yûichi Nagashima | Arnaud Léonard     |
| Z                 | Hōchū Ōtsuka     | Tom Novembre       |
| Ain               | Ryōko Shinohara  | Marie Chevalot     |
| Bins              | Teruyuki Kagawa  | Luq Hamet          |
| Kobby             | Mika Doi         | Arnaud Laurent     |

## Accueil
Dans le journal Le Monde, Noémie Luciani écrit en mai 2013 : « ce film a connu un succès phénoménal au Japon en décembre. Mais il reste trop elliptique et décousu dans sa narration pour les non-initiés. ».
En seulement deux jours d'exploitation, il a réalisé le plus grand nombre d'entrées cinéma en un week-end au box-office japonais 2012, en étant le premier film à dépasser le million de spectateurs en si peu de temps (1 140 081). Le long métrage est sorti en France sous 80 copies le 15 mai 2013, soit cinq mois tout juste après sa sortie au Japon. Après environ quatre mois d'exploitation dans les salles de l'Hexagone, les entrées s'élèvent à près de 70 000 spectateurs environ.
Le film a également été sélectionné au Festival international du film d'animation d'Annecy 2013 (10-15 juin 2013), dans la catégorie hors-compétition,.
Le film est sorti en DVD, Blu-ray et édition collector le 18 septembre 2013 en France.